# Bataille de Sehested
Campagne d'Allemagne
Batailles
Campagne de Russie (1812)
- Liste des batailles
- Mir
- Moguilev
- Ostrovno
- Vitebsk
- Kliastitsy
- Smolensk
- 1re Polotsk
- Valoutina Gora
- Moskova
- Moscou
- Winkowo
- 2e Polotsk
- Maloïaroslavets
- Gorodnia
- Czaśniki
- Viazma
- Smoliani
- Krasnoï
- Bérézina

Campagne d'Allemagne (1813)
- Dantzig
- Lunebourg
- Möckern
- Lützen
- Bautzen
- Reichenbach
- Haynau
- Luckau
- Hoyerswerda
- Lauenbourg
- Goldberg
- Gross Beeren
- Katzbach
- Dresde
- Kulm
- Dennewitz
- Peterswalde
- Liebertwolkwitz
- Leipzig
- Hanau
- Sehested
- Torgau
- Hambourg

Campagne de France (1814)
- Sainte-Croix-en-Plaine
- Besançon
- Mayence
- Metz
- Saint-Avold
- 1re Saint-Dizier
- Brienne
- La Rothière
- Campagne des Six-Jours (Champaubert
- Montmirail
- Château-Thierry
- Vauchamps)
- Mormant
- Montereau
- Bar-sur-Aube
- Saint-Julien
- Laubressel
- Berry-au-Bac
- Craonne
- Coutures
- Laon
- Soissons
- Mâcon
- Reims
- Saint-Georges-de-Reneins
- Limonest
- Arcis-sur-Aube
- Fère-Champenoise
- 2e Saint-Dizier
- Meaux
- Claye
- Villeparisis
- Paris

- Feistritz
- Caldiero (en)
- Trieste
- Mincio

- Hoogstraten (de)
- Anvers
- Berg-op-Zoom
- Courtrai

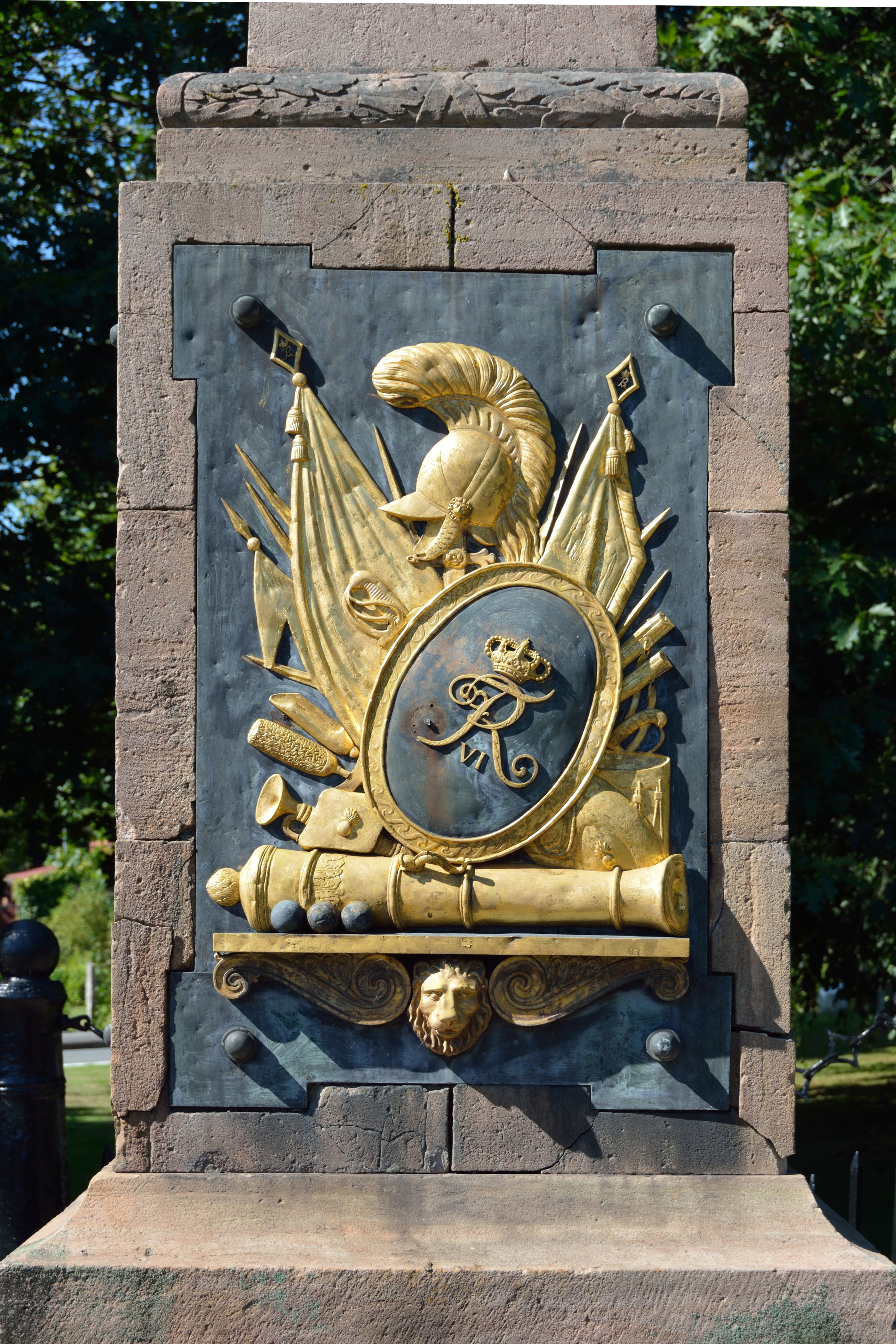
Denkmal in Sehestedt

La bataille de Sehested (Sehestedt) eut lieu le 10 décembre 1813 entre le prince Frédéric de Hesse-Cassel et le général Ludwig von Wallmoden commandant un détachement de l'Armée du Nord de Bernadotte.
Le Danemark, allié de Napoléon, n'ayant pas encore fait défection, le prince de Hesse-Cassel tente de revenir au Danemark avec les troupes qui lui restent, environ 9 000 hommes et 34 canons. Sur son chemin, il croise un corps d'armée russo-prussien appartenant à l'Armée du Nord de Bernadotte. Ce corps d'armée subit un cuisant échec avant de laisser passer le prince de Hesse-Cassel qui rejoindra le Danemark sans autre accrochage. Le Danemark ne tardera pas à se retirer du conflit par le traité de Kiel, le 14 janvier 1814.

## Ordre de bataille

### Corps d'armée danois

#### Avant-garde
- Commandé par : François Antoine Lallemand
- Composition :
  - Infanterie : 4 bataillons
    - 2e bataillon de chasseurs de Schleswig
    - 1er et 2e bataillons de fusiliers de Holstein
    - 1er bataillon du 3e régiment de Jutland

  - Cavalerie : 6 escadrons
    - 4 escadrons du régiment de cavalerie lourde de Holstein
    - 2 escadrons du 17e régiment de lanciers polonais

  - Artillerie : 1 batterie, batterie von Gerstenberg (8 pièces de 6)

#### Corps principal
- Commandé par : Frédéric de Hesse-Cassel

##### 1rebrigade
- Commandé par : Georg Ludvig von der Schulenburg (da)
- Composition :
  - Infanterie : 4 bataillon 1/2
    - 1er et 4e bataillons du régiment d'Oldenbourg ainsi que 3 compagnies du 2e bataillon
    - 3e et 4e bataillons du régiment de Holstein

  - Cavalerie : 2 escadrons
    - 2e et 6e escadrons du régiment de hussards danois

  - Artillerie : 2 batteries
  - Batterie von Gonner (8 pièces de 3)
  - Batterie Koye (8 pièces de 6)

##### 2ebrigade
- Commandé par : Christian Friedrich Abercron (da)
- Composition :
  - Infanterie : 2 bataillons
    - 1er et 2e bataillons du régiment de Funen